# Pacha Kkollu Quimsa Misa
Der Berg Pacha Kkollu Quimsa Misa (auch Pacha Qullu Kimsa Misa) liegt am westlichen Rand des Altiplano und ist Teil der  Anden-Hochgebirgskette der Cordillera Occidental in Bolivien.
Der Pacha Kkollu Quimsa Misa hat eine Höhe von 4702 m und bildet zusammen mit dem Inca Camacho (4792 m) einen Doppelgipfel, der aus der hier gut 3.700 m hohen Hochfläche herausragt. Der Berg liegt etwa 100 km westlich des Poopó-Sees und 40 km nördlich des Salar de Coipasa, größte Ortschaft am Pacha Kkollu Quimsa Misa ist die Landstadt Huachacalla mit 2.025 Einwohnern (Fortschreibung 2010) an seinem westlichen Rand.
Der Pacha Kkollu Quimsa Misa ist ein Schichtvulkan, dessen Entstehung im Quartär vermutet wird, das heißt innerhalb der letzten etwa zwei Millionen Jahre.